# Abbazia di Casamari
L'abbazia di Casamari è un monastero italiano cistercense. Fu costruita nel 1203 e consacrata nel 1217. Si trova nel territorio del comune di Veroli, in provincia di Frosinone. Nel giugno del 1957 papa Pio XII ha elevato la chiesa abbaziale alla dignità di basilica minore.

## Storia

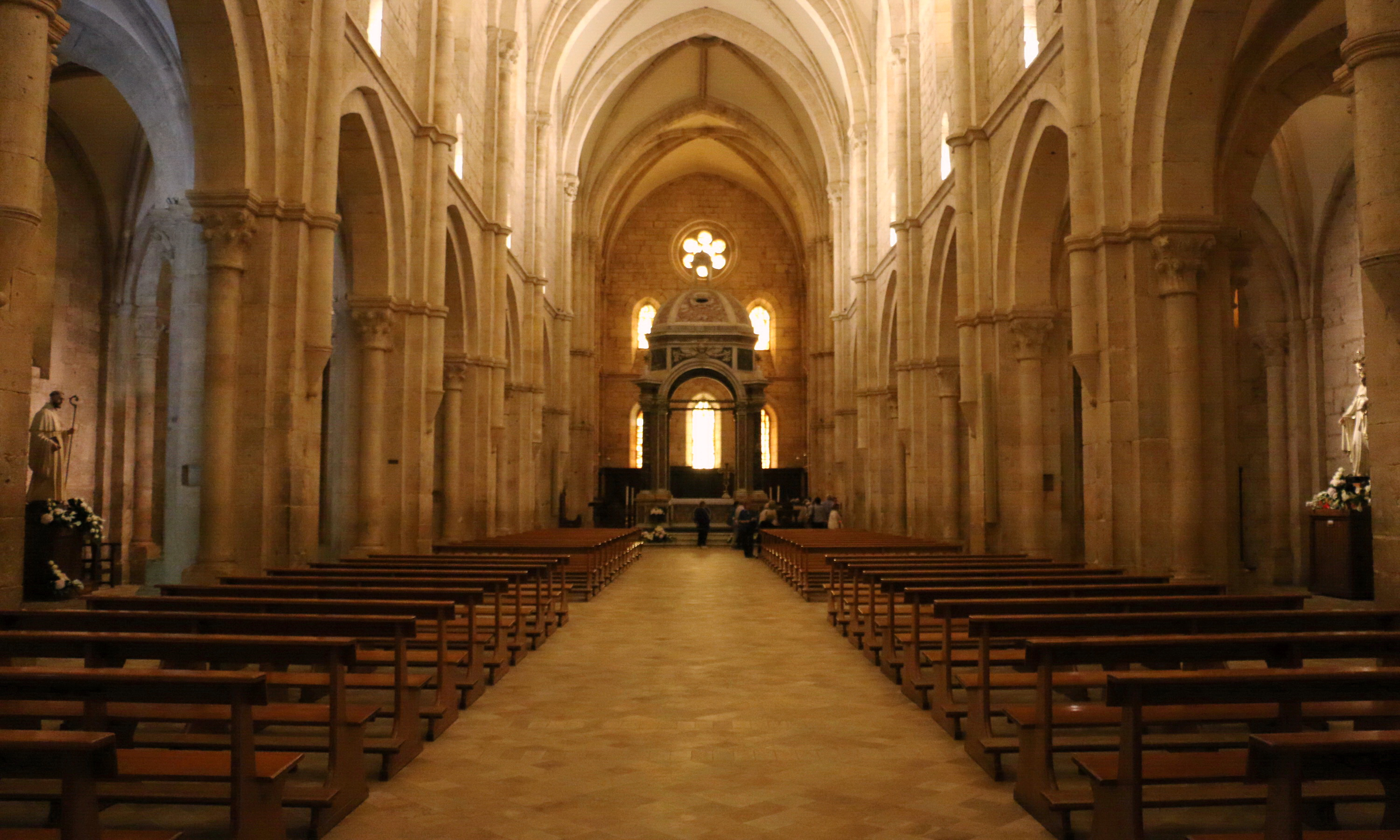
L'interno della chiesa

Essa fu edificata sulle rovine dell'antico municipio romano chiamato Cereatae, perché dedicato alla dea Cerere. Il nome Casamari deriva dalla lingua latina e significa "Casa di Mario", patria di Gaio Mario, celebre condottiero, sette volte console e avversario di Silla nella guerra civile dell'88 a.C., ricordato anche nel nome della strada lungo la quale sorge l'abbazia (che collega Frosinone con Sora): via Mària.
Con la decadenza dell'Impero romano e le susseguenti invasioni barbariche Cereatae-Casa Marii subì le stesse sorti del decadimento di Roma, fino a quando i monaci benedettini nell'XI secolo s'insediarono nel luogo e vi fondarono l'abbazia.
La Cronaca del Cartario o Chartarium Casamariense redatto dal monaco casamariense Gian Giacomo de Uvis per conto dell'abate affidatario riporta le notizie riguardanti la fondazione dell'abbazia stessa. Secondo il resoconto, nel 1005 alcuni monaci della vicina Veroli decisero di riunirsi in un monastero e scelsero Cereatae-Casa Marii edificando sui resti di un tempio di Marte. Alcuni di essi (Benedetto, Giovanni, Orso e Azo) si recarono nel monastero di Sora per richiederne il saio monacale.

L'abbazia di Casamari negli anni trenta

Secondo alcuni storici è datata al 1005 l'erezione di una chiesa dedicata a san Giovanni e san Paolo, mentre la costruzione del monastero si fa risalire al 1036. Tra il 1140 e il 1152 i monaci cistercensi sostituirono i monaci benedettini. Fra il XII e il XIX secolo il monastero ebbe alterne fortune: dapprima acquistò possedimenti nella zona (tra cui la chiesa di Sant'Angelo de Meruleta a Castro dei Volsci) ed avviò la fondazione di nuovi monasteri anche nel Meridione, seguì all'inizio del XV secolo un periodo di decadimento, comune a tutti i monasteri della regione. Tra il 1182 e il 1184 è stato ospite all'Abbazia di Casamari Gioacchino da Fiore. In questo periodo di permanenza accolto dall'amico Abate Giraldo, Gioacchino incontrò anche Papa Lucio III, che gli concesse licentia scribendi. A Casamari il fondatore dell'Ordine Florense iniziò la stesura delle sue opere principali: la Concordia tra il vecchio e il nuovo testamento e l'Esposizione dell'Apocalisse.
Nel 1623 i monaci si ridussero addirittura a soli otto. L'abbazia conobbe un piccolo periodo di prosperità dopo il 1717, quando papa Clemente XI l'affidò ai monaci cistercensi riformati, detti trappisti. Nel maggio del 1799 alcuni soldati francesi depredarono l'abbazia, uccidendo Simeone Cardon e altri cinque compagni, il cui martirio è stato riconosciuto il 27 maggio 2020. Dal 1811 al 1814 seguì il regime laico imposto da Napoleone.
Nel 1874 l'abbazia fu dichiarata monumento nazionale e riacquistò così una posizione di prestigio e una maggiore stabilità economica. Nel 1929 la congregazione di Casamari fu eletta canonicamente congregazione monastica e fu aggregata alle altre dell'ordine dei Cistercensi.
Tra il 1100 e il 1800 l'abbazia di Casamari è stata gemellata con un'altra potente abbazia cistercense d'Abruzzo, quella di Civitella Casanova, fino alla distruzione di quest'ultima, della quale oggi è possibile ammirare solo alcuni ruderi e una massiccia torre diroccata. In seguito al declino, l'abbazia è rimasta gemellata con la parrocchia stessa di Civitella Casanova, infatti si sono sempre mantenuti saldi i rapporti fra i frati e il parroco.

## Architettura

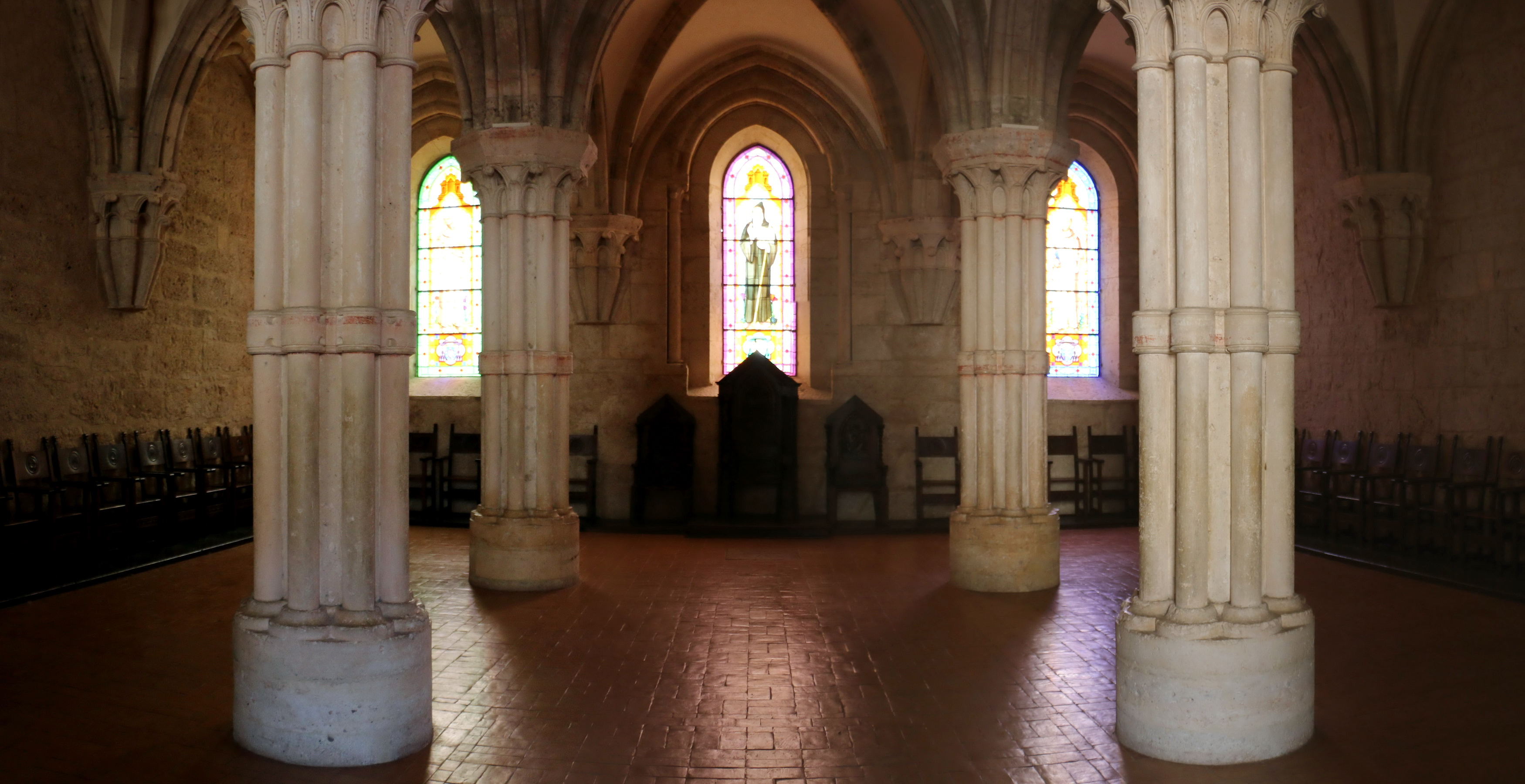
Aula capitolare dell'Abbazia

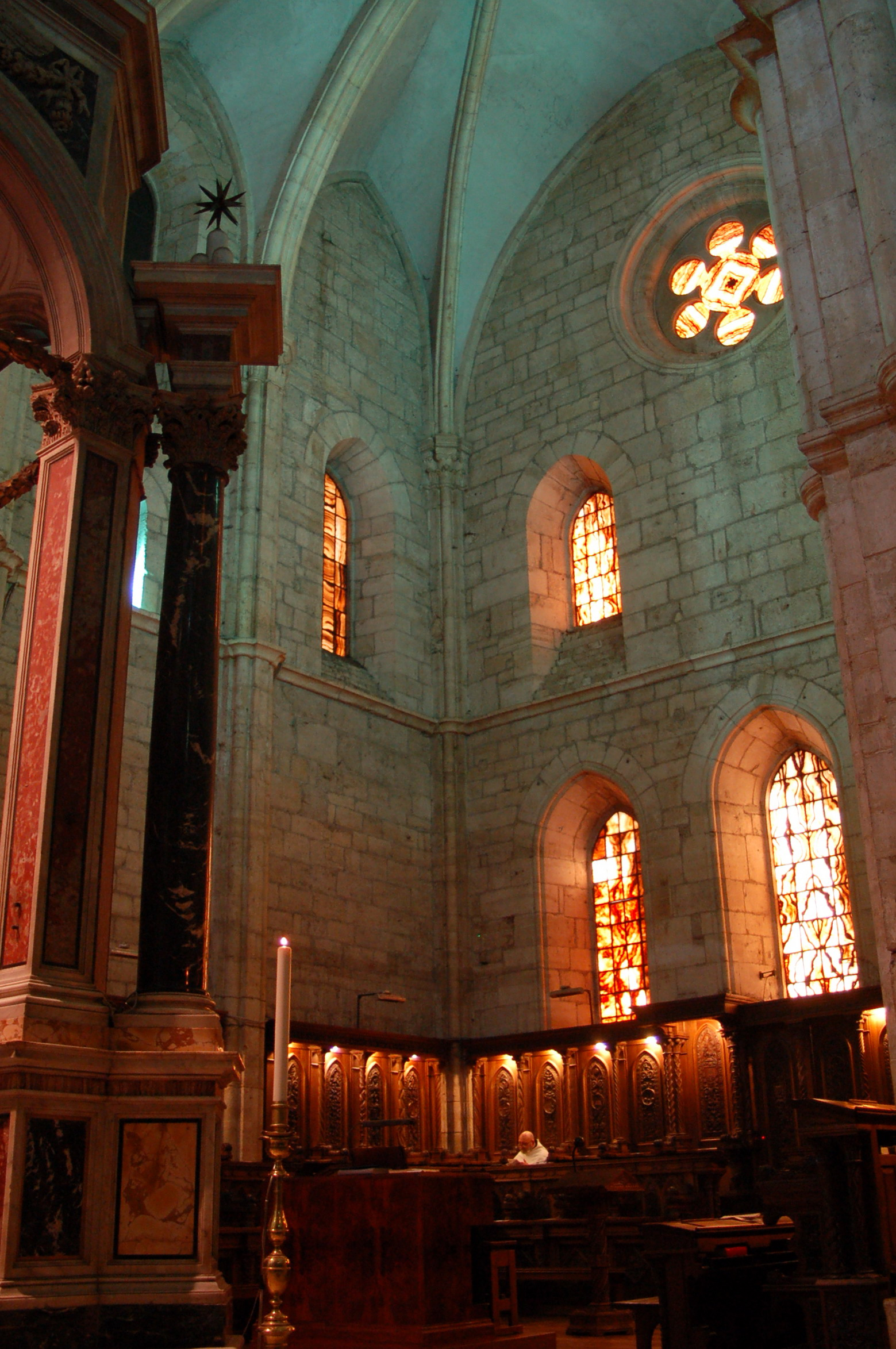
Il coro della chiesa dell'abbazia

La pianta dell'abbazia è simile a quella dei monasteri francesi. L'entrata passa attraverso una porta a doppio arco. All'interno si trova un giardino la cui parte centrale è occupata dal chiostro quadrangolare, con quattro gallerie a copertura semicilindrica.
L'aula capitolare, un ambiente formato da nove campate e da quattro pilastri, è usata per le riunioni. Dal chiostro si accede alla chiesa, a pianta basilicale con tre navate. La facciata presenta all'esterno un grande portico. Dietro l'altare si trova il coro, costruito nel 1940; l'organo a canne (Mascioni opus 542) è coevo. Le finestre della chiesa presentano delle lastre di alabastro al posto dei vetri.

## Le attività dell'abbazia
L'abbazia di Casamari è divenuta nel tempo sede di varie attività dei monaci: preghiera, insegnamento presso l'Istituto San Bernardo (fondato nel 1898 internamente all'abbazia), farmacia, liquoreria, restauro dei libri, la biblioteca, museo archeologico.
La farmacia interna è composta di un erbarium botanicum, o hortus botanicus, e di un armarium pigmentariorum, la cui data di fondazione è incerta, ma si ipotizza il 1760. La liquoreria interna è stata ideata fra il Settecento e l'Ottocento; un tempo i monaci fabbricavano anche le bottiglie. La tipografia interna è stata inaugurata nel 1954 e stampa anche testi scolastici.
Il museo e la pinacoteca sono situati nella parte opposta alla chiesa, partendo dal chiostro. Le sale duecentesche ospitano vari reperti, tra cui spicca parte di una zanna di elephas o Mammuthus meridionalis (sorta di elefante) o di mammuth nano, presente nella nostra penisola in epoca glaciale), oltre ad alcuni reperti di epoca romana.

## La Congregazione
Attualmente la Congregazione di Casamari, appartenente all'ordine cistercense (congregatio casamariensis), fondata nel 1929 conta circa 130 monaci in 12 monasteri dipendenti dalla casa madre dell'abbazia di Casamari, residenza dell'abate:
- Abbazia di Casamari
- Abbazia di San Domenico
- Abbazia di Valvisciolo
- Monastero di Santa Maria della Consolazione di Martano
- Monastero di Santa Maria di Cotrino
- Monastero di Santa Maria di Chiaravalle in Brasile
- Certosa di Pavia
- Abbazia di Piona
- Abbazia di Chiaravalle della Colomba
- Monastero di Santa Maria Assunta in Asmara, Eritrea
- Monastero di Keren, Eritrea
- Monastero di Halay, Eritrea

Papa Pio XI nel 1930 dette mandato alla comunità di Casamari della diffusione del monachesimo cattolico in Eritrea e in Etiopia. Attualmente, però, in Eritrea sono rimaste solo tre case che dipendono dalla Congregazione di Casamari: l'abbazia di Asmara, il monastero di Keren e il monastero di Halay, dove sono circa 50 monaci in tutto.

## Biblioteca del Monumento nazionale di Casamari
La biblioteca dell'Abbazia è una delle 46 biblioteche pubbliche statali italiane; fu fondata nel 1036 e raccoglie oggi circa 80.000 volumi.
La Biblioteca ospita il "Centro Italiano di Documentazione sull'Ordine del Tempio" (CIDOT), patrocinato dalla Libera Associazione Ricercatori Templari Italiani (LARTI), che con il fondo "Padre Goffredo Viti" raccoglie materiale di studio e letterario sull'antico Ordine del Tempio.

## L'Abbazia di Casamari nel cinema e nei media
L'Abbazia di Casamari è presente nel film su Gioacchino da Fiore Il Monaco che vinse l'Apocalisse di Jordan River. Alcuni interni dell'Abbazia sono stati ricostruiti in post-produzione com'era nel XII secolo.